# Droit musulman en Algérie coloniale
En Algérie coloniale, le droit musulman désigne les différentes formes de jurisprudence islamique qui ont été maniées et pratiquées par les personnes algériennes, mais aussi et surtout par la justice coloniale réservée aux « indigènes ». En effet, au sein du droit colonial français, les fonctionnaires se sont efforcé de codifier les pratiques juridiques islamiques algériennes pour les transformer en statut personnel, que les juges français pouvait appliquer en s'appuyant sur la police et la prison coloniales. La colonisation et la décolonisation de l'Algérie sont toutes deux des sujets délicats dont la simple évocation doit nécessairement se faire avec objectivité et rigueur. Le cas algérien est d'autant plus unique qu'il témoigne des essais et des erreurs d'un système juridique en construction et des premiers balbutiements des tentatives de codification du droit musulman. Plusieurs étapes importantes marquent ces tentatives de conciliation de principes religieux et séculiers appliqués à la loi civile.

## Terminologie
Le droit musulman présente de nombreuses particularités qu'il importe de bien décrire au sein du fonctionnement juridique tant colonial que moderne des pays ayant comme religion principale l'islam qui n'a jamais été véritablement codifié. Il tire plutôt ses principes de trois sources. D'abord, le Coran, parole de Dieu, ensuite (...) [les] hadiths, ou paroles, faits et gestes du Prophète », et finalement une « troisième voie (...), humaine celle-là, et (...) susceptible de faire évoluer la législation : les Oulémas (parfois 'ulama), ces « savants, (...) interprétant les deux "sources" (...) pour rendre une décision, un accord (idjma) ». Il y a donc les textes, les actes, et ceux qui en font la lecture pour établir une sorte de jurisprudence.
À ces bases s'ajoute la notion de loi islamique, ou charia (parfois orthographiée sharīʿah, shar'ia ; شريعة), et qui est « emblématique des malentendus que suscite l'histoire de l'islam ». C'est un concept constamment en mouvance. Au XXe siècle, il apparaît dans la langue française en concurrence avec la notion de droit musulman au début du déclin de l'emprise de l'empire colonial français sur le territoire algérien. Cette invention « d'un droit musulman algérien est très emblématique de cette domestication de l'islam », mais il s'agit en fait d'un retour à l'usage du terme qui a « toujours donné lieu à des interprétations divergentes ». Pour certains, il était « le socle intangible qu'il s'agissait de traduire dans les formes changeantes des règles juridiques ». Par-contre, quelques « autres penseurs musulmans ont de tout temps utilisé la notion de shar'ia plus comme synonyme de religion que comme  notion d'ordre juridique ». D'abord supplanté par des appellations européennes dues à la colonisation, le terme revient parfois revendiqué par certains pays de confession musulmane comme « en projet de société alternatif à l'occidentalisation ». Ce point est particulièrement applicable au domaine juridique, puisqu'il s'agit de pratiques desquelles on aurait, entre autres, « retenu (...) ce qui est en contradiction avec [la culture occidentale], [comme] l'application des châtiments corporels édictés par le Coran ». La charia est néanmoins plus généralement comprise dans une perspective contemporaine sous la forme d'un idéal collectif ou un ensemble de valeurs. Plus concrètement, elle englobe « les normes relatives aux obligations religieuses telles que le jeûne, la prière, l'aumône, le pèlerinage et ce qui relève de la bienfaisance ».
Alors qu'au début de la colonisation, la polygamie était considérée par les colonisateurs comme un vestige des cultures autochtones voué à disparaître, au fil de l'intensification du contrôle judiciaire en Algérie, la polygamie a été reconsidérée par les Français comme une caractéristique essentiellement islamique.
En Algérie, c'est au XIXe siècle que la charia est passée de « [ces conceptions] qui l'assimilent au droit et à la loi ».

## Histoire (1830-1918)

### Début de la conquête
Avant la prise d’Alger par l'armée française, le 5 juillet 1830, le territoire de l’Algérie est majoritairement sous le contrôle des Turcs ottomans. Il est administré par un dey, soit « un homme issu de la milice » et séparé en quatre provinces. La population demeure très fragmentée et les clans locaux exercent un grand pouvoir. À cette époque, une vive compétition entre les empires coloniaux fait rage pour un contrôle économique du Proche-Orient. Opportuniste et profitant de la faiblesse de l’Empire ottoman, la France envahit la côte du Maghreb et commence son expansion territoriale.

### Colonisation et priorité des autorités françaises
La conquête de l’Algérie par la France commence dès 1830 et culmine en 1857 lorsqu’elle atteint finalement la Kabylie. Un des principaux obstacles rencontrés durant la guerre est la confrontation des Occidentaux avec l’Islam. Il est alors « envisagé comme un système idéologique et non comme une religion ». En 1844 sont créés les bureaux arabes, postes de commandement des militaires chargés de maintenir l’ordre et de perfectionner leurs connaissances du monde musulman. Très vite, ils en viennent à la conclusion que l’Islam est intrinsèquement intégré à l’application de la loi et qu’il faut en faire un outil de contention des populations. Il importe donc très tôt pour les autorités françaises d’établir une politique sur les pratiques religieuses et de réformer l’administration. Le concept même de droit musulman est construit par des Français qui tentent de formater les lois islamiques pour les intégrer au cadre européen qu’ils maîtrisent davantage. Parce qu'ils n'ont qu'un accès restreint aux véritables sources du fonctionnement juridique, principalement de par les barrières linguistiques et culturelles, ainsi que comme conséquence de cette interprétation variable de la charia, « on conçoit qu'un cerveau européen (...) soit embarrassé pour découvrir une loi quelque peu nette dans cet amas diffus et ondoyant ». Dès 1848, « le contrôle du culte (…) se [fait] très étroit ». Toujours dans cet esprit de forger un islam dont les fonctionnaires français comprennent les rouages, différentes mesures sont mises en place. Une commission d’administration des mosquées créée en 1870 prend alors le monopole de la nomination des responsables du culte et de la gestion des finances. De plus, un système double s’installe progressivement, en raison de la dichotomie entre le droit dit « des Français » et celui des musulmans, puisque « les individus [sont] donc définis juridiquement par leur appartenance religieuse ». Si, pendant la première partie du siècle, la France voyait comme une nécessité de concilier différents cultes sur le territoire algérien, les deux décennies entre 1880 et 1900 marquent un resserrement accru dans les législations qu'elle applique dans sa colonie.

### Avant et après la Première Guerre mondiale
Le début de la guerre de 1914 marque à la fois un tournant dans l’histoire du monde, la fin de la véritable période « colonialiste » de la France, et un changement de politique dans la gestion du culte en Algérie. Si la Loi de séparation de 1905 qui dissocie la religion de l'appareil étatique est bien vue en France, elle pose un grave problème dans les colonies : « les indigènes algériens n'ont pas demandé la codification (...) [et y sont] hostiles ». Elle n'est mise en application partielle avec le décret de 1907 « dont le Gouvernement général d'Alger interpréta très largement, avec la caution des plus hautes autorités de l'État, les grandes lignes ». Ce conflit mondial remet d'actualité la question de la citoyenneté. Si, après trois années attestées de résidence sur un territoire colonial, il était possible depuis 1865 d'obtenir la nationalité française, une autre condition essentielle s'ajoutait : il n'était pas demandé de renier l'islam, mais bien de « respecter les dispositions du Code civil français, c'est-à-dire ne plus pratiquer les cinq coutumes qui lui sont incompatibles », notamment la polygamie. La guerre souligne le problème du droit citoyen musulman, car il est demandé à la jeunesse de s'engager pour un pays en ignorant celui auquel ils appartiennent réellement. Le refus de la conscription est vite devenu un acte de revendication nationaliste et « aux propositions de devenir citoyens français, ils ont répondu par le mépris ». C'est donc une véritable contestation populaire pour un retour à l'islam et à ses pratiques qui ne seraient pas administrés par l'autorité coloniale qui, finalement, « ne dispose pas des moyens de contrôler toute la société et encore moins sa religiosité ». Le juriste français Marcel Morand est chargé de résoudre cette crise avec la rédaction d'un code qui restera connu sous son nom, le code Morand, en 1916.

## Événements clés encadrant le droit musulman (1830-1918)
Le droit algérien a été construit sur les bases d'une pléthore de publications, quelques-unes n'ayant d'ailleurs jamais fait l'objet d'une application officielle. Dix d'entre elles dénotent bien des étapes majeures de codification.

### Traité de la libre conscience du 5 juillet 1830
Extraits du Code de l'Algérie annoté de 1896 :
« L'exercice de la religion mahométane restera libre. La liberté des habitants de toutes classes, leur religion, leurs propriétés, leur commerce et leur industrie ne recevront aucune atteinte. Leurs femmes seront respectées. Le général en chef en prend l'engagement sur l'honneur. »
« En maintenant, nominativement leur religion aux indigènes, la capitulation a maintenu leur loi religieuse. »

« Du maintien de la religion musulmane par la capitulation d'Alger il résulte que le musulman convaincu de faux témoignage devant le tribunal du cadi encourt les peines de la loi française bien que, selon la loi et la religion musulmane, sa déposition n'ait pas été reçue sous la foi du serment. »

### Rapports de 1844 et ordonnance du1eroctobre
Les études par les militaires se succèdent à partir des années 1840, se concluant par la publication d'un document officiel par le gouvernement s'intitulant Exposé de l'état actuel de la société arabe, du gouvernement et de la législation qui la régit et dans lequel « il est précisé que le Coran amalgame loi religieuse et aspects fondamentaux de la loi civile. (...) Il s'agit d'un ouvrage collectif rédigé à la direction des affaires arabes par ordre du gouverneur général qui en a autorisé l'impression ». À la suite des observations faites sur le terrain, les autorités françaises confisquent les biens habous, c'est-à-dire le droit aux propriétés, et « s'engage alors une vaste entreprise de d'expropriation au détriment des paysans algériens ». Dans les faits, cette ordonnance est appliquée très inégalement.

### Circulaire du 17 mai 1851
Cette circulaire place définitivement le contrôle des lieux de cultes sous l'autorité française : c'est désormais l'État qui gère les nominations du personnel, le financement et même les permis de constructions des mosquées.

### Réforme du 14 juillet 1865
La question des droits n'étant toujours pas résolue, Napoléon III trace les esquisses d'une nouvelle organisation politique en Algérie.

Extraits du Code de l'Algérie annoté de 1896 :
« Sur l'état des personnes et la naturalisation en Algérie. L'indigène musulman est français ; néanmoins il continuera d'être régi par la loi musulmane. »
« Il peut, sur sa demande, être admis à jouir des droits de citoyens français ; dans ce cas il est régi par les lois civiles et politiques en France. »
« On sait que le Coran est tout à la fois une loi religieuse et civile ; c'est un évangile et un code pour le musulman ; aucune abjuration ne lui ai demandée ; aucun acte qui fasse violence à sa conscience ; il garde sa foi religieuse (...). »

### Commission d’administration des mosquées de 1870
Ce comité a surtout pour but d'offrir de la transparence dans la gestion du culte musulman. Il se veut identifiable et représentatif dans sa diversité, puisqu'il regroupe « le secrétaire général pour les affaires indigènes (...), les deux muftis (...) et six, puis huit membres "laïcs" ».

### Loi Warnier du 26 juillet 1873
À la suite du rapport de M. Warnier, membre de l'assemblée nationale, qui stipule que la loi qui confisquait les bien habous n'est que partiellement appliquée, conduisant à des disparités importantes, des amendements officiels sont créés pour le respect formel des lois françaises.

Extraits du Code de l'Algérie annoté de 1896 :
« L'établissement de la propriété immobilière en Algérie, sa conservation et la transmission contractuelle des immeubles et droits immobiliers, quels que soient les propriétaires, sont régis par la loi française. »
« En conséquence, sont abolis tous droits réels, servitudes ou causes de résolution quelconques, fondés sur le droit musulman ou kabyle, qui seraient contraires à la loi française. »
« À partir de la promulgation de la présente loi, et jusqu'à la délivrance des titres provisoires (...) toute transmission d'immeubles indigènes à des Européens devra être signifiée à l'administration des domaines, en vue de l'obtention ultérieure d'un titre français (...). »

### Code de l’indigénat du 25 juin 1890
Malgré cette volonté de la France d'établir clairement son assise politique en Algérie, notamment en veillant à l'application de ses lois, des écarts juridiques entre musulmans et citoyens dits « français » sont toujours présents. À l'instigation du Code de l'indigénat, on distingue des infractions qui ne figurent dans aucun code civil français et qui s'appliquent spécifiquement à des individus de confession musulmane.

Extraits du Code de l'Algérie annoté de 1896 :
« Réunion sans autorisation pour pèlerinage (...). »
« Ouverture de tout établissement religieux ou d'enseignement, sans autorisation. »
« Les peines pour infractions spéciales à l'indigénat devront être prononcées publiquement. »

### Loi du 9 décembre 1905
La Loi de Séparation est adoptée en France, visant une séparation nette entre l'Église et l'État et marquant un premier pas vers la sécularisation de la religion. Cette nouvelle politique « n'eut aucune incidence en Algérie quant à l'attitude de l'administration vis à vis du culte musulman », puisque les autorités coloniales, pourtant sous la juridiction de la loi française, maintiennent leur contrôle sur la pratique de la religion islamique.

### Décret du 27 septembre 1907
On parle alors « d'exception algérienne » pour désigner cette volontaire ignorance de laïcisation. En 1907, un décret est promulgué pour réitérer l'application de la loi sur bien l'ensemble des territoires français, sans plus de résultats, car une fois de plus, « le Gouvernement général d'Alger [en] interpréta très largement les grandes lignes ». Ce changement permet néanmoins la création d'associations culturelles, principalement un autre moyen de contrôler l'islam, mais qui permet l'implication des musulmans dans l'administration de leur propre culte.

### Codification de Marcel Morand de 1916
L'innovation principale de Marcel Morand est sa collaboration avec des juristes locaux. De plus, ce juriste réalise très vite le refus d'assimilation de la population et rédige la version préliminaire de son code en conséquence. À la fois jugé trop moderne, trop rétrograde, trop français et trop musulman, ce document ne sera jamais formellement appliqué, mais restera un élément clé dans l'élaboration du futur droit algérien, son influence perdurant au-delà de l'indépendance de 1962.